# Candy from a Stranger
Candy from a Stranger è l'ottavo album di studio dei Soul Asylum, uscito il 12 maggio 1998.

## Tracce
Tutte le canzoni sono scritte da Dave Pirner, eccetto la sesta e la settima.
1. "Creatures of Habit" – 3:23
2. "I Will Still Be Laughing" – 3:46
3. "Close" – 4:33
4. "See You Later" – 4:46
5. "No Time for Waiting" – 3:16
6. "Blood into Wine" (Murphy, Herman) – 4:03
7. "Lies of Hate" (Pirner, Campbell) – 4:39
8. "Draggin' the Lake" – 3:38
9. "New York Blackout" – 4:05
10. "The Game" – 4:27
11. "Cradle Chain" – 4:45
12. "Losin' It" (Japanese edition only bonus track)

## Classifiche
Album - Billboard (Nord America)
| Year | Chart             | Position |
| ---- | ----------------- | -------- |
| 1998 | The Billboard 200 | 121      |

Singoli - Billboard (Nord America)
| Year | Single                     | Chart                  | Position |
| ---- | -------------------------- | ---------------------- | -------- |
| 1998 | "I Will Still Be Laughing" | Mainstream Rock Tracks | 23       |
| 1998 | "I Will Still Be Laughing" | Modern Rock Tracks     | 24       |